# Triết chỉ lưng
Triết chỉ lưng hay triết sọc (tiếng Tày: đắc đon, danh pháp hai phần: Mustela strigidorsa) là loài thú thuộc chi Chồn, có mặt từ Nepal đến đông bắc Ấn Độ, Myanmar đến Hoa Nam và Việt Nam, trung và nam Lào ở độ cao 1000m đến 2500m.
Loài triết này phân biệt với các loài khác thuộc chi Chồn bởi một sọc màu bạc chạy từ chỏm đầu đến gần gốc đuôi và một sọc màu vàng từ ngực đến cuối bụng.
Có rất ít thông tin về tập tính và sinh học của loài này. Cho đến nay mới có 8 cá thể đã được xác nhận về mặt khoa học: 3 ở Sikkim, các khu vực Nepal, Lào, Myanmar, Tanintharyi và Thái Lan mỗi nơi có 1.

## Hình ảnh

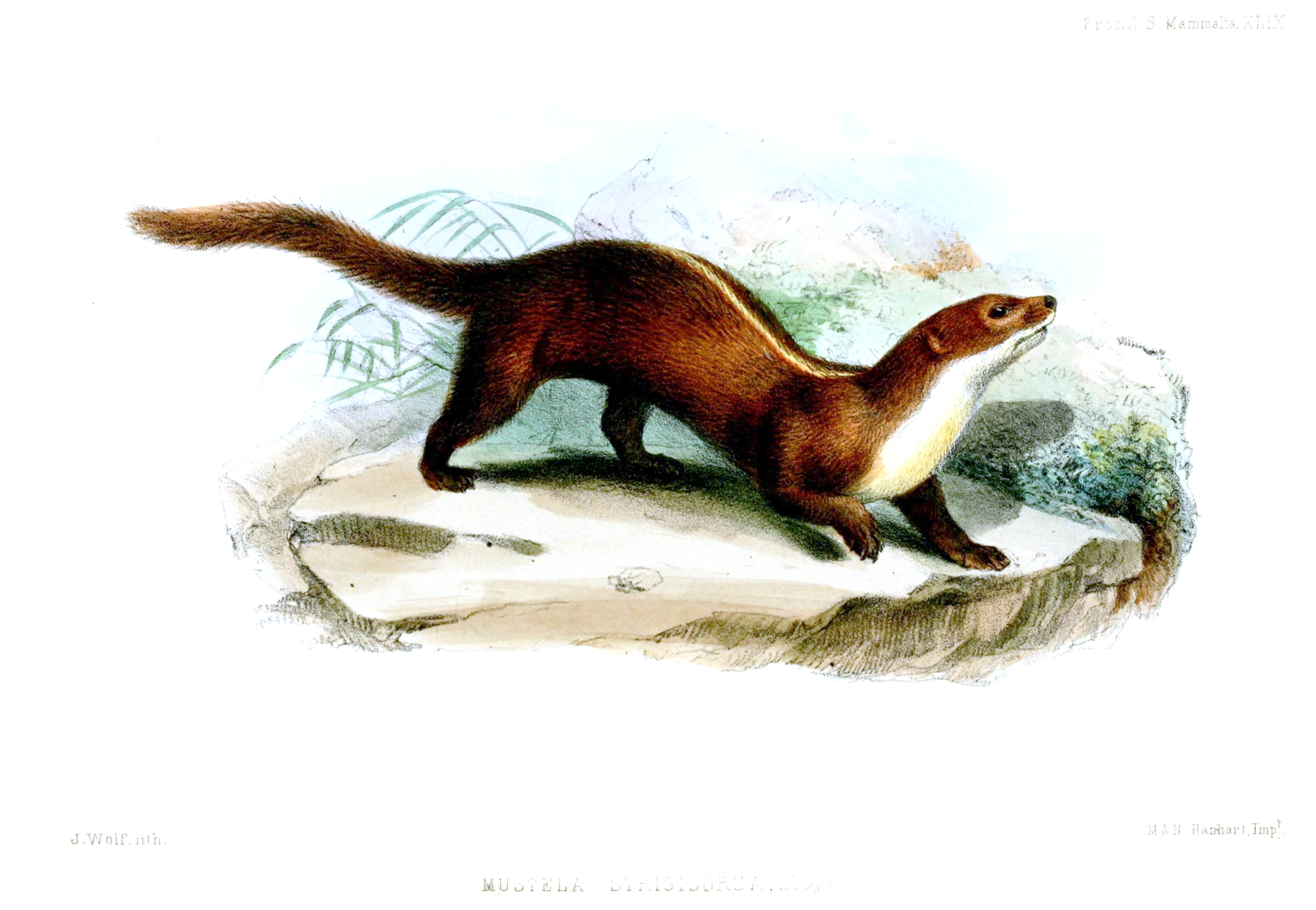